# El Paraíso de Rubén Romero
El Paraíso de Rubén Romero är en ort i Mexiko.   Den ligger i kommunen Cotija och delstaten Michoacán de Ocampo, i den centrala delen av landet, 400 km väster om huvudstaden Mexico City. El Paraíso de Rubén Romero ligger 1 609 meter över havet och antalet invånare är 161.
Terrängen runt El Paraíso de Rubén Romero är huvudsakligen kuperad, men åt nordost är den platt. El Paraíso de Rubén Romero ligger nere i en dal. Runt El Paraíso de Rubén Romero är det ganska glesbefolkat, med 50 invånare per kvadratkilometer. Närmaste större samhälle är Cotija de la Paz, 8,2 km väster om El Paraíso de Rubén Romero. I omgivningarna runt El Paraíso de Rubén Romero växer huvudsakligen savannskog.